# Mill Creek (Illinois)
Mill Creek és una població dels Estats Units a l'estat d'Illinois. Segons el cens del 2000 tenia 76 habitants.

## Demografia
Segons el cens del 2000, Mill Creek tenia 76 habitants, 29 habitatges, i 18 famílies. La densitat de població era de 79,3 habitants/km².
Dels 29 habitatges en un 44,8% hi vivien nens de menys de 18 anys, en un 55,2% hi vivien parelles casades, en un 3,4% dones solteres, i en un 34,5% no eren unitats familiars. En el 27,6% dels habitatges hi vivien persones soles el 10,3% de les quals corresponia a persones de 65 anys o més que vivien soles. El nombre mitjà de persones vivint en cada habitatge era de 2,62 i el nombre mitjà de persones que vivien en cada família era de 3,26.
Per edats la població es repartia de la següent manera: un 31,6% tenia menys de 18 anys, un 5,3% entre 18 i 24, un 39,5% entre 25 i 44, un 14,5% de 45 a 60 i un 9,2% 65 anys o més.
L'edat mediana era de 35 anys. Per cada 100 dones de 18 o més anys hi havia 126,1 homes.
La renda mediana per habitatge era de 16.563 $ i la renda mediana per família de 25.417 $. Els homes tenien una renda mediana de 21.875 $ mentre que les dones 15.000 $. La renda per capita de la població era de 8.317 $. Aproximadament el 36,8% de les famílies i el 36,9% de la població estaven per davall del llindar de pobresa.

## Poblacions properes
El següent diagrama mostra les poblacions més properes.